# آيت لحسن (جحجوح)
آيت لحسن هي إحدى مشيخات المملكة المغربية، تتبع جغرافيا لإقليم الحاجب وإداريًا لجحجوح. يقدر عدد سكانها بـ 10766 نسمة حسب الإحصاء الرسمي للسكان والسكنى لسنة 2004.